# Hoa Hạ
Hoa Hạ (chữ Hán: 華夏; bính âm: huá xià) là một khái niệm dùng để chỉ những người cư dân là tổ tiên người Hán sống ở vùng Trung Nguyên tại lưu vực sông Hoàng Hà. Khái niệm Hoa Hạ thường được sử dụng để phân biệt với tứ di, là những bộ lạc sinh sống ngoài khu vực Trung Nguyên.

## Từ nguyên
Căn cứ vào ghi chép trong Tả truyện, nhà Hạ ở Trung Nguyên là một xứ đại diện cho 1 sự công bằng và chuẩn mực. Học sĩ Khổng Dĩnh Đạt (孔颖达) trong sách Xuân thu tả truyện chính nghĩa (春秋左傳正義) có giải thích: ["Trung Quốc hữu lễ nghi chi đại, cố xưng Hạ. Hữu phục chương chi mỹ, vị chi Hoa"; (Trung Quốc có lễ nghi to lớn, nên gọi Hạ. Có quần áo đẹp, cũng gọi Hoa); 中國有禮儀之大，故稱夏；有服章之美，謂之華].
Cũng có thể Hạ chỉ sông Hạ Thủy (tên khác của sông Hán Thủy) còn Hoa chỉ Hoa Sơn. Cả hai con sông và ngọn núi này đều có ý nghĩa lịch sử và văn hoá quan trọng thời cổ đại Trung Quốc.

## Lịch sử phát triển
Người Hoa Hạ có nguồn gốc từ lưu vực sông Hoàng Hà.
Từ triều đại nhà Chu, các dân tộc và bộ tộc không ngừng hợp lại, khu vực sinh sống cũng không ngừng được mở rộng, từ lưu vực Hoàng Hà mở rộng đến khu vực sông Hoài rồi sau đó bờ bắc sông Trường Giang giáp với tộc Bách Việt. Từ thời Chu, điển tịch đề cập xuất hiện các cụm từ như Hoa Hạ, hay Trung Quốc (中國), ám chỉ đến vùng đất, những người có văn minh trú ở trung tâm, có lễ giáo và khu biệt với các sắc dân man, di, nhung, địch ở bốn phía. Chiến quốc sách giải thích khái niệm Trung Quốc như sau: ["Trung Quốc, nơi bậc trí tuệ thông minh cư trú, nơi vạn vật tài nguyên hội tụ..."].
Ngày nay, nhiều học giả tại Trung Quốc vẫn gọi Hán tộc và những tộc thiểu số là dân tộc Hoa Hạ. Cả nước Cộng hòa Nhân dân Trung Hoa và Trung Hoa Dân Quốc đều dùng 1 tên Trung Hoa để chỉ tên quốc gia và dân tộc mình. Chữ Hoa cũng thường được dùng trong người Hoa, Hoa kiều. Lịch Trung Quốc cũng được biết đến với tên gọi Hạ lịch.

## Ảnh hưởng xung quanh
Quan niệm về Hoa Hạ ảnh hưởng đến các quốc gia Việt Nam và Nhật Bản trong thời gian rất dài do sự ảnh hưởng của thuyết nho giáo Phương Đông và sự du nhập của đạo Khổng. Học giả người Nhật là Asami Keisai từng luận về Trung Quốc, có viết: ["Nước tôi (chỉ Nhật Bản) biết đạo Xuân Thu thì nước tôi là chủ thể. Nếu coi nước tôi là chủ thể, thì thiên hạ đại nhất thống là đứng ở gốc độ của nước tôi nhìn sang nước khác (ám chỉ Trung Quốc), đó cũng chính là tôn chỉ của Khổng Tử.... Khổng Tử mà sinh ra ở Nhật Bản thì sẽ từ Nhật Bản mà luận ra tôn chỉ Xuân Thu. Hiểu như vậy mới đúng là người biết học sách Xuân Thu"]
Các sách sử Việt Nam cũng rất nhiều lần đề cập đến lịch sử Trung Quốc, như Đại Việt sử ký toàn thư, vào năm 1104 từng có đoạn: ["Trước đây, Lý Giác trốn sang Chiêm Thành, nói tình hình hư thực của Trung Quốc (tức Đại Việt)"]. Hoặc vào tháng 8 năm 1427, sau khi đuổi người Minh về, Lê Thái Tổ ban dụ cho cả nước, có viết: ["Giặc còn ở Trung Quốc, dân chúng còn chưa yên, các ngươi liệu có yên không? Trước kia, họ Hồ vô đạo, giặc thừa dịp ấy mà cướp nước ta"].
Đỉnh điểm chứng minh cho chủ nghĩa Nho Giáo được tôn sùng ở Việt Nam, là bài ["Biện di luận"] của Lý Văn Phức:
| “                                                               | Từ xưa, có Trung hoa thì có Di Địch, ấy là sự ngăn cách tự nhiên của trời đất. Hoa là Hoa mà Di là Di, cũng là sự phân biệt nghiêm minh của thánh hiền. Hoa là Hoa, bất kể bản thân văn minh không man mọi, hay không man mọi nhưng lại bị coi là man mọi, đều không thể không biện luận cho rõ ràng được. Xét, di được gọi là di, kinh truyện thánh hiền coi là kẻ khác nên Chu Công phải thảo phạt. Cớ sao vậy? Có bọn chuyên làm việc bạo ngược không biết lễ nghĩa danh phận, như Kinh Sở thời xưa, cũng lại có bọn đem cả nước ra làm trò bịp bợm, bất chấp cương thường đạo nghĩa của người ta, như bọn man di giảo quyệt Đông Tây Dương thời nay vậy; gọi chúng là di là vì cách làm của chúng. Nước Việt ta là phường ấy chăng? Nước Việt ta không phải chúng vậy, mà là hậu duệ của Viêm Đế Thần Nông Thị, bậc thánh Trung quốc thời cổ vậy. Thời cổ là vùng hoang viễn, chưa khai hóa, bấy giờ gọi là di thì được. Nhưng đến đời Chu đã là Việt Thường Thị, coi là thị tộc, các đời sau là Giao Chỉ, coi là quận huyện, chưa bao giờ gọi là di cả. Huống hồ, từ thời Trần Lê, quốc thổ An Nam ta ngày càng mở rộng, đến nay đã gấp bội lần, phía Bắc giáp ba tỉnh Quảng Đông, Quảng Tây, Vân Nam của Trung châu; phía Tây khống chế các tộc man di, tiếp các nước Nam Chưởng, Miến Điện; phía Đông trông ra bể lớn, ôm bọc các đảo; phía Nam cũng chạm tới biển, vòng qua phía Tây Nam sát vách Xiêm La, các thuộc quốc còn lại và tộc man di khác nhau nội phụ đều đủ cả, thật là một đại quốc sừng sững giữa trời đất. Lúc này coi là thị tộc cũng không được, mà coi là quận huyện càng không được, huống hồ có thể coi là di sao? Song ở đây tạm có vài lời nông cạn như vậy đã. Bàn về phép trị nước thì noi Nhị đế Tam vương, bàn về đạo thống thì noi Lục kinh Tứ sử, coi Khổng Mạnh là nhà, coi Chu Trình là cửa. Về học vấn thì coi Tả, Quốc là nguồn, coi Ban, Mã là nhánh. Về văn chương thì thơ phú noi Chiêu Minh, Văn Uyển, xem Lý, Đỗ là tấm gương; thư họa theo Chu lễ Lục thư, coi Chung, Vương là mô phạm. Chiêu hiền đãi sĩ, ấy khoa cử Hán Đường vậy. Đai rộng mũ cao, ấy y phục Tống Minh vậy. Cứ vậy mà suy, đại để như thế. Xét, đến vậy mà vẫn gọi là di thì ta chẳng biết thế nào mới là Hoa vậy. Có kẻ nghị luận cao minh rằng: Thuấn là người Đông di, Văn vương là người Tây di, trong kinh truyện có nói đến, nhưng di ấy tổn hại gì? Há không biết đó chỉ là lời nói chỉ nơi các ngài sinh ra thôi. Thuấn vẫn là Thuấn, Văn vương vẫn là Văn vương, từ khi có thư tịch đến giờ có thư tịch nào gọi Thuấn là Di đế chăng, gọi Văn vương là Di vương chăng? Cũng có kẻ bàn luận thô thiển rằng: Chắc là do tiếng nói, trang phục khác lạ nên coi là di đó thôi. Như vậy càng không đúng. Cứ nói chuyện trước mắt, như một tỉnh Phúc Kiến, là nơi còn di giáo của thày Chu Khảo Đình, riêng vùng Tuyền Chương, người ở đây thường đội khăn thay mũ, vậy là trang phúc khác lạ chăng, có thể vì thế mà coi là di chăng? Lại như mười tám tỉnh ngôn ngữ khác nhau, tiếng nhà quê và tiếng nhà quan cũng khác nhau, vậy là tiếng nói khác lạ chăng, có thể vì thế mà coi là di chăng? Để thấu hiểu cái nghĩa Hoa di, phải tìm trong văn chương lễ nghĩa, vậy thì lời luận biện của tôi cũng chẳng cần viết ra, tôi đâu có ưa biện luận, là do tôi bất đắc dĩ mà thôi. Lời bàn luận này sau khi viết ra, đến tay Tôn tổng đốc, ông tuyên bố tại chỗ: Quý sứ lần này đến đây, bản đốc tự dùng lễ sứ thần để đối đãi, không dám coi là ngoại di nữa. Sau đó sĩ phu Trung châu nối nhau sao chép, có nhiều người viết thêm lời bình phẩm ngợi ca. Có ông Lý Chân Nhân là Nho học Huấn đạo, tính cực khẳng khái, sau khi thấy áo mũ nước ta liền ném mũ của mình xuống đất mà nói rằng: "Ta là di rồi, sao lại coi người ta là di đây?". | ” |
| — Biện di luận - trong Chu nguyên tạp vịnh thảo của Lý Văn Phức | |   |